# Suzano
Suzano város Brazíliában, São Paulo államban. Lakosainak száma 307 429 fő (2022). Suzano Itaquaquecetuba, Mogi das Cruzes, Santo André, Poá, Mauá, Ferraz de Vasconcelos és Ribeirão Pires községekkel határos.

## Népesség
A település népességének változása:
| Lakosok száma | 228 690 | 262 480 | 285 280 | 300 559 | 303 397 | 307 429 |
|               | 2000    | 2010    | 2015    | 2020    | 2021    | 2022    |